# Epischausia flavifrons
Epischausia flavifrons är en fjärilsart som beskrevs av George Thomas Bethune-Baker 1913. Epischausia flavifrons ingår i släktet Epischausia och familjen nattflyn. Inga underarter finns listade i Catalogue of Life.